# Drzewo Roku (konkurs)
Drzewo Roku (konkurs) – ogólnopolski konkurs organizowany przez Klub Gaja od 2011 roku.
Klub Gaja od 2003 roku realizuje program edukacji ekologicznej pt. Klubu Gaja Święto Drzewa. Konkurs jest rozwinięciem tej akcji .
Cel zadeklarowany przez organizatora.

Konkurs Drzewo Roku Klubu Gaja ma na celu promowanie postawy szacunku dla przyrody oraz wyszukanie przykładów ciekawych i trwałych związków pomiędzy kulturą i historią lokalnej społeczności, a drzewem, które jest przez nią szczególnie doceniane.

Zwycięzca krajowego plebiscytu reprezentuje w następnym roku Polskę w międzynarodowym konkursie Europejskie Drzewo Roku .
Finaliści w poprzednich edycjach konkursu .
| Rok  | Zdjęcie | Miejscowość   | Gatunek            | Nazwa                    | Miejsce w konkursie europejskim | Wiek (lat) | Obwód (cm) | Wysokość (m) |
| ---- | ------- | ------------- | ------------------ | ------------------------ | ------------------------------- | ---------- | ---------- | ------------ |
| 2025 |         | Szydłowiec    | Wiąz szypułkowy    | Krzywe Drzewo            |                                 | ok. 110    | 227        | 14           |
| 2024 |         | Dalków        | Buk purpurowy      | Serce Wzgórz Dalkowskich | 1.                              | ok. 300    |            |              |
| 2023 |         | Wojsławice    | Buk zwyczajny      | Serce ogrodu             | 1.                              | ok. 200    |            |              |
| 2022 |         | Łódź          | Dąb szypułkowy     | Dąb Fabrykant vel Jagosz | 1.                              | ok 150–200 | ponad 450  | 22-22,5      |
| 2021 |         | Przybudki     | Dąb szypułkowy     | Dąb Dunin                | 1.                              | ok. 400    | 700        | 13           |
| 2020 |         | Dulcza Wielka | Lipa drobnolistna  | Lipa św. Jana Nepomucena | 5.                              | 150-170    | 430        | 15-17        |
| 2019 |         | Rzeszów       | Bez czarny         |                          | 12.                             | 200        |            |              |
| 2018 |         | Krasnystaw    | Klon jesionolistny | Klęczące drzewo          | 6.                              | 65         |            |              |
| 2017 |         | Hel           | Topola             | Topola Helena            | 11.                             | 220        |            |              |
| 2016 |         | Wiśniowa      | Dąb szypułkowy     | Dąb Józef                | 1.                              | 650        |            |              |
| 2015 |         | Hniszów       | Dąb szypułkowy     | Dąb Bolko                | 4.                              | 400        | 875        | 28           |
| 2014 |         | Dębina        | Dąb szypułkowy     | Dąb Słowianin            | 4.                              | 450        | 750        | 27           |
| 2013 |         | Będomin       | Dąb szypułkowy     | Dąb Wybickiego           | 3.                              | 400        | 680        | 27           |
| 2012 |         | Kozy          | Platan klonolistny | Platan w Kozach          | 2.                              | 200        | 482        | 16           |
| 2011 |         | Dęblin        | Dąb szypułkowy     | Dąb Grot                 | 5.                              | 200        | 608        | 28           |